# Cromgar oculum
Cromgar oculum är en insektsart som beskrevs av Medler 2000. Cromgar oculum ingår i släktet Cromgar och familjen Flatidae. Inga underarter finns listade i Catalogue of Life.